# Vučitrn (gmina)
Vučitrn (serb. Вучитрн, alb. Vushtrrisë) – gmina w Kosowie, w regionie Mitrovica. Jej siedzibą jest miasto Vučitrn.

## Demografia
W 2011 roku gmina liczyła 69 870 mieszkańców. Większość z nich stanowili etniczni Albańczycy – 98%. Oprócz nich wymienia się następujące grupy narodowościowe i etniczne:
1. Albańczycy (68 840)
2. Serbowie (384)
3. Turcy (278)
4. Boszniacy (350)
5. Ashkali (143)
6. Romowie (68)
7. Boszniacy (33)
8. Gorani (3)

## Polityka
W wyborach lokalnych przeprowadzonych w 2017 roku kandydaci Demokratycznej Partii Kosowa uzyskali 11 z 35 mandatów w radzie gminy. Frekwencja wyniosła 39,4%. Burmistrzem został Xhafer Tahiri.